# ديلورز فيليبس
ديلورز فيليبس (بالإنجليزية: Delores Phillips)‏ هي كاتِبة أمريكية، ولدت في 1950، وتوفيت في 7 يونيو 2014.